# 시시안

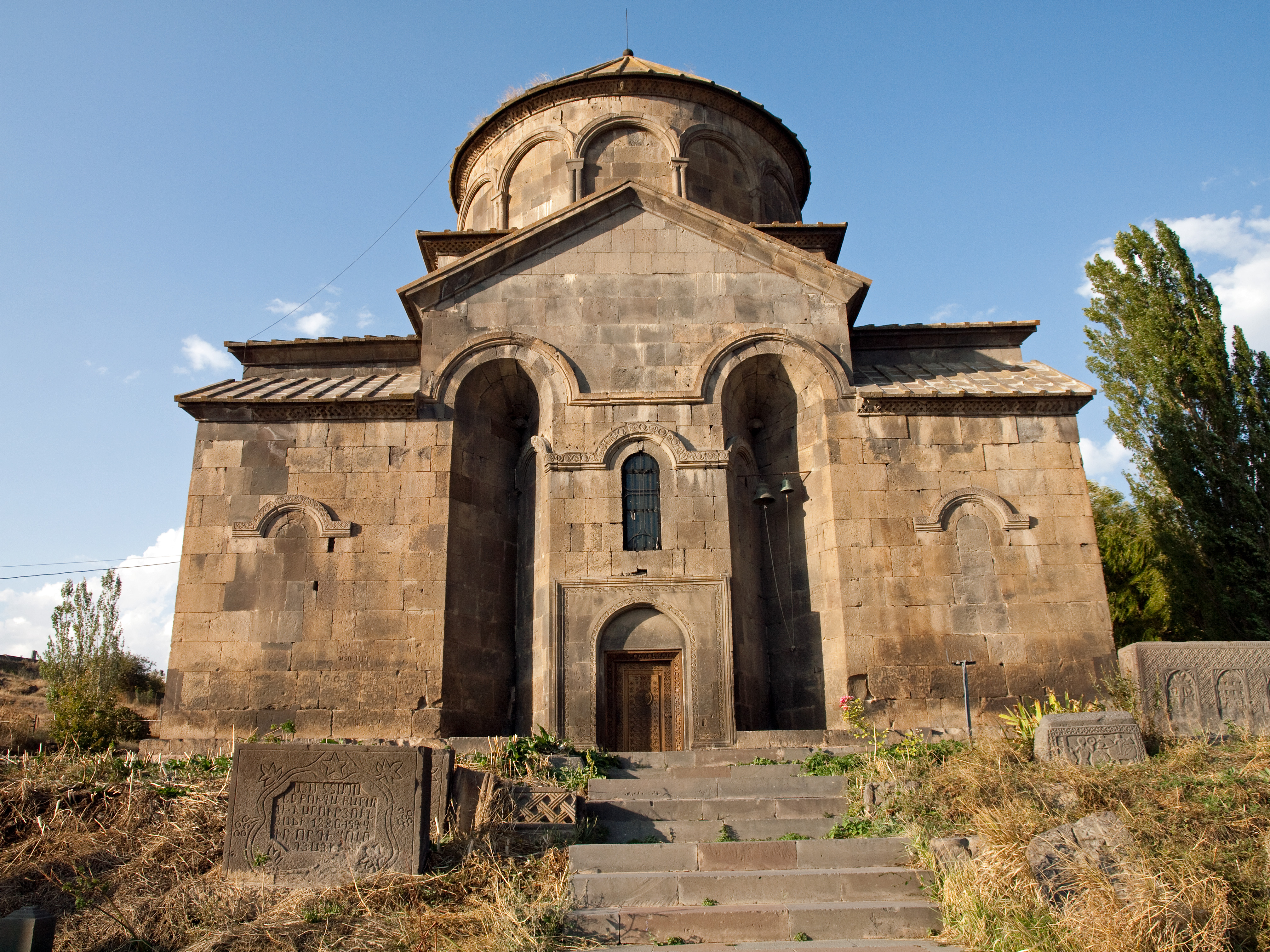
시시안 교회

시시안(아르메니아어: Սիսիան)은 아르메니아 남부 슈니크 주에 위치한 도시로 면적은 9km2, 높이는 1,600m, 인구는 14,894명(2011년 기준), 인구 밀도는 1,700명/km2이다. 예레반에서 217km, 카판에서 115km 정도 떨어진 곳에 위치한다.